# 临清会馆
临清会馆又名临清木业公所，位于江苏省常州市天宁区原常州府城北门外青山路北侧154号，为江西临江、清江木商会馆，也是常州仅存的木业会馆，今为常州市文物保护管理中心。因常州城西运河河道受江潮影响，含沙量较富（俗称混水），利于养护木材，故19世纪末至20世纪前期木业为当地四大行业（豆、木、钱、典）之首，行业公所应运而生。
该建筑始建于清光绪二十六年（1900），1921年重建，原坐东南朝西北，北侧临原青山路（今已改道），自北至南依次为主楼两进和后楼一进，均为面阔五间两层，砖木结构，主楼两侧带厢楼，二楼以走廊贯通，呈回形转楼结构，其朝向院内的门窗构筑均具有西洋风格。主楼北侧临街麻石库门门楣上嵌有砖雕楷书“临清木业公所”六字，后楼相同位置则嵌有砖雕楷书“临清公所”四字。